# 奈良市立右京小学校
奈良市立右京小学校（ならしりつ うきょうしょうがっこう）は、奈良県奈良市右京四丁目に存在した公立小学校。

## 卒業後の進路
- 奈良市立平城西中学校